# Цединя (гміна)
Гміна Цединя (пол. Gmina Cedynia) — місько-сільська гміна у північно-західній Польщі. Належить до Ґрифінського повіту Західнопоморського воєводства.
Станом на 31 грудня 2011 у гміні проживало 4467 осіб.

## Територія
Згідно з даними за 2007 рік площа гміни становила 180.38 км², у тому числі:
- орні землі: 42.00%
- ліси: 40.00%

Таким чином, площа гміни становить 9.65% площі повіту.

## Населення
Станом на 31 грудня 2011:
| Опис     | Загалом | Загалом | Чоловіки | Чоловіки | Жінки | Жінки |
| -------- | ------- | ------- | -------- | -------- | ----- | ----- |
| одиниця  | осіб    | %       | осіб     | %        | осіб  | %     |
| все      | 4467    | 100     | 2230     | 49.92    | 2237  | 50.08 |
| міське   | 1719    | 100     | 856      | 49.80    | 863   | 50.20 |
| сільське | 2748    | 100     | 1374     | 50.00    | 1374  | 50.00 |

## Сусідні гміни
Гміна Цединя межує з такими гмінами: Мешковіце, Моринь, Хойна.